# Мартин Чурило
Мартин Чурило гербу Корчак (пол. Marcin Czuryło; пом. після 1587) — шляхтич руського походження, відомий військовик.

## Життєпис
Син Миколи Чурила — бурґграфа Кракова, тестя Миколая Коли — та його дружини Реґіни з Ліґензів, внук перемиського каштеляна Андрія Чурила, правнук галицького підкоморія Андрія.
Дідич Стоянців у Перемиській землі. Придворний короля. Відзначився у битвах проти татар під командуванням великого гетьмана коронного Миколая Мелецького. За бойові заслуги під Полоцьком отримав села Оришківці та Гориньківці у Теребовельському повіті Галицької землі. 1564 року командував ротою (60 коней) коронною надвірною в Литві разом з Миколою Чурилом. 1569 року записаний у військах великого гетьмана коронного Єжи Язловецького на прикордонні Руського, Подільського воєводств. Командував ротою вершників з 59 коней. 1587 року на конвокаційному сеймі став ротмістром.
Був одружений з донькою гетьмана коронного Єжи Язловецького Анною. Діти:
- Юрій — посідач Гадинківців та Оришківців, дружина Зоф'я Фредро
- Миколай — сяніцький стольник
- Мартин, дружина — радомська каштелянка Барбара Фірлей
- Андрій — підчаший галицький, дружина — Маріанна Пшерембська
- Анна, дружина Станіслава Кашовського, Яна Одживольського
- Катерина, дружина Станіслава Куната, Яна Богуша.

Хтось із Гольських з усіма дітьми в 1612 році мав процес у суді.